# (274301) Wikipedia
(274301) Wikipedia (provisionalment designat 2008 QH24, 2007 FK34 o 1997 RO4) és un asteroide del cinturó d'asteroides descobert l'agost de 2008 per l'Observatori Astronòmic d'Andrushivka, a Ucraïna. L'asteroide fou batejat el gener de 2013 en honor de l'enciclopèdia en línia Viquipèdia.
La decisió del Comitè per la Nomenclatura dels Cossos Petits per assignar el nom de «Wikipedia» a l'asteroide va ser publicada a la Minor Planet Circular el 27 de gener de 2013. El nom va ser proposat per Andriy Makukha, un membre del consell de Wikimedia Ucraïna. Va ser presentat a la Comissió pel propietari de l'observatori, Yuri Ivashchenko.
La citació oficial del nom diu:
| « | Wikipedia és una enciclopèdia en línia, lliure i editada de manera col·laborativa. En 11 anys des del seu llançament s'ha convertit en una de les obres de referència més importants i un dels llocs web més visitats a Internet. Es desenvolupa en més de 270 idiomes per aficionats de tot el món. | » |